# Rio Itajaí-Mirim
O rio Itajaí Mirim é um curso de água localizado no estado de Santa Catarina, Brasil. Com uma extensão aproximada de 170 km, o rio nasce na região do bairro Salseiro, no município de Vidal Ramos, e segue até sua foz no mar, após se unir ao Rio Itajaí-Açu, entre as cidades de Itajaí e Navegantes.

## Topônimo
O nome "Itajaí Mirim" é de origem tupi e significa "pequena água do senhor da pedra", através da junção dos termos itá ("pedra"), îara ("senhor"),  'y  ("água") e mirim ("pequeno").

## Trajeto e Características
O Itajaí-Mirim percorre diversos municípios em seu trajeto, com destaque para Vidal Ramos, Botuverá, Brusque e Itajaí. Sua nascente se encontra em um morro com mais de 900 metros de altura, na fazenda Rio Bonito, em Vidal Ramos. Na região, diversos ribeirões se unem, formando o rio que segue até o litoral catarinense. O rio é de grande importância para as cidades por onde passa, tanto pelo abastecimento de água quanto pela prevenção de enchentes.

### Barragem em Botuverá
No município de Botuverá, há planos para a construção de uma barragem, que visa controlar as enchentes, captar água e gerar energia. Embora a obra tenha sido proposta desde 2011, ainda não foi iniciada. A barragem seria crucial para a região, já que o Itajaí-Mirim pode sofrer cheias significativas, afetando várias cidades ao longo de seu curso.

### Encontro com o Rio Itajaí-Açu
Em Itajaí, o Rio Itajaí-Mirim segue dois canais, sendo um canal retificado para prevenir enchentes e este se une ao Rio Itajaí-Açu, formando um complexo sistema fluvial que desemboca no mar. O encontro dos dois rios ocorre no bairro Cordeiros. O rio tem uma importância vital para o abastecimento de água em Itajaí e Navegantes, mas também enfrenta desafios, como a contaminação por atividades agrícolas e industriais ao longo de seu percurso.

## Importância ambiental e econômica
O Itajaí-Mirim desempenha um papel crucial na economia e na qualidade de vida das cidades por onde passa. Além de ser uma fonte de água potável, o rio é utilizado para o transporte e o saneamento nas áreas urbanas. A gestão e preservação de suas águas são essenciais para garantir o abastecimento e reduzir os riscos de enchentes, especialmente em regiões densamente povoadas como Brusque e Itajaí.